# Pilipas Ruigys
Pilypas Ruigys, niem. Philipp Ruhig (ur. 31 marca 1675 w Katinavie, zm. 6 kwietnia 1749 w Valtarkiemis) – litewski filozof i filolog, tłumacz, ksiądz luterański działający na terenie Prus Wschodnich. 

## Życiorys
Urodził się w Katinavie koło Stołupianów. Studiował w latach 1692–95 na Uniwersytecie w Królewcu. Od 1708 roku pełnił posługę jako ksiądz luterański w Valtarkiemio koło Tolminkiemis, współpracował z Kristijonasem Donelaitisem. 
W 1708 roku opublikował książkę w łacinie na temat języka litewskiego i pieśni ludowych z Małej Litwy. W 1745 roku ukazała się jego praca "Betrachtung der littauischen Sprache" (lit. Lietuvių kalbos tyrinėjimas). Dwa lata później wydał słownik litewsko-niemiecki i niemiecko-litewski. 
W 1727 roku przełożył Nowy Testament na język litewski, a osiem lat później całą Biblię.
Zmarł w Valtarkiemis w departamencie litewskim Prus Książęcych.